# Hafenplatz (Hanau)
Der Hafenplatz in Hanau markiert die historische Straßenzufahrt zum Mainhafen von Hanau, dem zweitgrößten Hafen entlang des Mains.

## Bebauung
Der Platz wird dominiert von einem monumentalen Wohnblock, der ihn mit drei Flügeln umfasst und sich nach Westen mit einem vierten Flügel entlang der Westerburgstraße bis zur Canthalstraße erstreckt. Dieser Wohnblock wurde für den Hafen errichtet und sollte arbeitsplatznahe Wohnungen für die im Hafen Beschäftigten bieten. Er enthielt 24 Zwei-, 67 Drei- und acht Vierzimmerwohnungen. Federführend war vermutlich Stadtbaumeister Wilhelm Kroegel, (* 2. September 1869 in Köln; † 24. Februar 1941 in Hanau). Das Gebäude wurde 1927 fertig gestellt. Die Mittelachse der den Platz umfassenden Gebäude öffnet sich zu einem monumentalen Tor, das die Hafeneinfahrt markiert. Zugleich wurde die Anlage als monumentales „Denkmal der Arbeit“ gestaltet: Zwei 3,50 m hohe Kolossalfiguren aus Beton von August Bischoff sind über die Durchfahrt gesetzt und symbolisieren Handel und Arbeit oder „Arbeiter der Faust und Arbeiter der Stirn“. Wegen der Zahnräder, auf die sich der eine stützt, werden sie im Volksmund auch die Käs’-Roller genannt. Die Gebäude wurden – erstmals in Hanau – mit Flachdächern versehen. Die Anlage wurde während der Luftangriffe auf Hanau im Zweiten Weltkrieg schwer beschädigt, aber nach 1950 nahezu unverändert wieder aufgebaut. Lediglich das Flachdach wurde – außer auf dem „Torgebäude“ – durch ein flaches Walmdach ersetzt.
Die Gebäude sind denkmalrechtlich nach dem Hessischen Denkmalschutzgesetz als Sachgesamtheit eingestuft und Bestandteil der Route der Industriekultur Rhein-Main.

## Städtebaulicher Aspekt
Der Hafenplatz ist der südlichste einer Reihe von Plätzen, die sich nahezu axial von Nord nach Süd durch Alt- und Neustadt Hanau ziehen: Schlossplatz, Altstädter Markt, Freiheitsplatz, Neustädter Markt, Französische Allee.
Während die Gebäude Kulturdenkmäler sind, ist der Platz selbst nicht als Gesamtanlage  ausgewiesen. Das mag daran liegen, dass der Platz durch seine städtebauliche Behandlung heute als Platz kaum noch erfahrbar ist. Nördlich ist er durch den Damm der Frankfurt-Bebraer Eisenbahn optisch von der Innenstadt abgeschnitten. Die Durchfahrt in diese Richtung, die zwei zweigleisige Eisenbahnstrecken der westlichen Zufahrt zum Hanauer Hauptbahnhof unmittelbar hintereinander unterquert, wirkt wie ein Tunnel. Unmittelbar davor verläuft die Westerburgstraße, die Bundesstraße 45, die durch den seit der Erbauungszeit des Platzes enorm gewachsenen Autoverkehr auf das bauliche Maximum verbreitert wurde. Zudem dient die historische Tordurchfahrt nicht mehr dem Fahrzeugverkehr zum Hafen. Dieser umfährt das Gebäude heute. Der Platz wirkt heute wie eine begleitende Grünfläche der B 45. Vorher teilweise als Parkfläche ausgewiesen ist der Platz selber seit 2019 autofrei und seit 2018 Teil des Bund-Länder-Programms „Stadtteile mit besonderem Entwicklungsbedarf – die Soziale Stadt“.